# Saraba hakobune
Saraba hakobune (japonès: さらば箱舟, Adéu a l'arca) és una pel·lícula de misteri japonesa de 1984 dirigit per Shūji Terayama, basat lliurement en la novel·la Cent anys de solitud.Va participar al 38è Festival Internacional de Cinema de Canes.

## Sinopsi
Els cosins Su-e (Mayumi Ogawa) i Sutekichi (Tsutomu Yamazaki) volen viure junts com a parella, però el seu pare els prohibeix tenir contacte sexual, ja que a la seva vila creuen que els fills de cosins neixen amb greus deformitats. Com a solució decideixen escapar a la ciutat, on poden viure com a parella, Un temps després decideixen tornar a la seva vila d'origen, però aleshores han d'enfrontar-se a les conseqüències de la seva acció.

## Repartiment
- Tsutomu Yamazaki - Sutekichi Tokito
- Mayumi Ogawa - Sue Tokito
- Yoshio Harada - Daisaki Tokito
- Yôko Takahashi - Temari
- Eisei Amamoto - Key maker
- Renji Ishibashi - Yonetaro Tokito
- Hosei Komatsu
- Seiji Miyaguchi - Old man
- Keiko Niitaka - Tsubana
- Hitomi Takahashi - Chigusa
- Takeshi Wakamatsu - Dai

## Premis
- XVIII Festival Internacional de Cinema Fantàstic de Sitges 1985 : premi a la millor direcció per Shūji Terayama i a la millor fotografia per Tatsuo Suzuki[5]
- Premis de l'Acadèmia Japonesa 1985 : premi al millor actor per Tsutomu Yamazaki[6]
- Premis Blue Ribbon 1985 : premi al millor actor Tsutomu Yamazaki[7]
- Premi Kinema Junpō 1985 : premi al millor actor per Tsutomu Yamazaki[8]
- Premis de Cinema Mainichi 1985 : premi al millor actor per Tsutomu Yamazaki[9]